# Gan Sha'ul
Gan Sha'ul (hebreiska: Gan Sha’ul, גן שאול) är en park i Israel.   Den ligger i distriktet Tel Aviv-distriktet, i den norra delen av landet. Gan Sha'ul ligger 57 meter över havet.
Terrängen runt Gan Sha'ul är platt. Havet är nära Gan Sha'ul åt nordväst.Runt Gan Sha'ul är det mycket tätbefolkat, med 4 670 invånare per kvadratkilometer. Närmaste större samhälle är Ramat Gan, 0,11 km väster om Gan Sha'ul. Runt Gan Sha'ul är det i huvudsak tätbebyggt.